# Башня Зелёного Ангела
«Башня Зелёного Ангела» (англ. To Green Angel Tower) — фэнтезийный роман американского писателя Тэда Уильямса, впервые опубликованный в 1993 году. Заключительная часть трилогии «Память, Скорбь и Тёрн», действие которой происходит на вымышленном континенте Светлый Ард, напоминающем средневековую Европу. «Башня Зелёного Ангела» с объёмом 520 тысяч слов относится к числу самых длинных романов в истории западной литературы. Она имела большой успех у читателей: в частности, пять недель находилась в списке бестселлеров New York Times.